# Венгрия на зимних Олимпийских играх 1968
Венгрия принимала участие в Зимних Олимпийских играх 1968 года в Гренобле (Франция) в десятый раз за свою историю, но не завоевала ни одной медали.

## Состав сборной
Сборная страны состояла из 10 спортсменов (8 мужчин, 2 женщины), которые выступили в соревнованиях по фигурному катанию, конькобежному спорту, лыжным гонкам и прыжкам с трамплина.

## Результаты
Лучшим результатом венгерской сборной стало 6 место фигуристки Жужи Альмаши в женском одиночном катании.

### Конькобежный спорт
Мужчины
Соревнования по конькобежному спорту среди мужчин прошли с 14 по 17 февраля на открытом катке в Гренобле.
| Дистанция | Спортсмен      | Результат | Результат |
| Дистанция | Спортсмен      | Время     | Место     |
| --------- | -------------- | --------- | --------- |
| 500 м     | Дьёрдь Мартош  | 43,0      | 38        |
| 500 м     | Михай Мартош   | 42,5      | 31        |
| 1500 м    | Михай Мартош   | 2:15,8    | 45        |
| 1500 м    | Дьёрдь Иванкаи | 2:12,6    | 29        |
| 1500 м    | Дьёрдь Мартош  | 2:12,2    | 27        |
| 5000 м    | Дьёрдь Иванкаи | 8:07,5    | 31        |
| 10000 м   | Дьёрдь Иванкаи | 17:36,2   | 27        |

### Лыжные гонки
Женщины
| Дистанция | Дата       | Спортсменка | Результат | Результат |
| Дистанция | Дата       | Спортсменка | Время     | Место     |
| --------- | ---------- | ----------- | --------- | --------- |
| 5 км      | 13 февраля | Эва Балаж   | 18:05,8   | 27        |
| 10 км     | 9 февраля  | Эва Балаж   | 40:58,3   | 24        |

Мужчины

### Прыжки на лыжах с трамплина
Соревнования прошли с 11 по 18 февраля; по прыжкам с большого трамплина — в Сен-Низье-дю-Мушроте на «Трамплин Дофине», с обычного — в Отране на «Трамплин Ле Кларет».

### Фигурное катание
Соревнования прошли с 7 по 16 февраля на искусственном льду Дворца спорта в Гренобле. Выступления спортсменов оценивали по старой системе судейства, где важнее была «сумма мест»: сколько судей поставят спортсмена на более высокое место.
Мужское одиночное катание
| Спортсмен  | Обязательные фигуры | Произвольная программа | Баллы  | Сумма мест | Место |
| ---------- | ------------------- | ---------------------- | ------ | ---------- | ----- |
| Йено Эберт | 17                  | 24                     | 1595,4 | 180        | 19    |

Женское одиночное катание
| Спортсменка  | Обязательные фигуры | Произвольная программа | Баллы | Сумма мест | Место |
| ------------ | ------------------- | ---------------------- | ----- | ---------- | ----- |
| Жужа Альмаши | 6                   | 8                      | 1757  | 57         | 6     |